# ジャルジンスカヤ丘陵

ジャルジンスカヤ丘陵（ベラルーシ語: Дзяржынская гара、Dziaržynskaja hara、[dzʲarˈʐɨnskaja]）とは、ベラルーシの最高標高となる丘陵である。ロシア語名はジェルジンスカヤ丘陵（ロシア語: Гора́ Дзержи́нская）。
標高は海抜345m（1,130フィート）であり、ミンスクの西、ジャルジンスクの近郊のSkirmuntava村にある。丘陵の元の名称はスヴャターヤ丘陵（ベラルーシ語: Святая гара、ロシア語: Свята́я гора́、「聖なる丘」）だった。1958年に丘陵はチェーカーの創設者であるフェリックス・ジェルジンスキーにちなんだジャルジンスカヤ丘陵に改称された。